# Armenia en los Juegos Paralímpicos de Turín 2006
Armenia estuvo representada en los Juegos Paralímpicos de Turín 2006 por dos deportistas, un hombre y una mujer. El equipo paralímpico armenio no obtuvo ninguna medalla en estos Juegos.